# Ante Tomić (basket-ball)
Pour les articles homonymes, voir Tomić.
Ante Tomić, né le 17 février 1987 à Dubrovnik (Yougoslavie), est un joueur croate de basket-ball. Il évolue au poste de pivot.

## Biographie
Il évolue au club de KK Zagreb où il devient rapidement le joueur majeur du club. Ses statistiques en ligue adriatique, compétition regroupant les clubs les plus importants des pays issus de l'ancienne Yougoslavie, progressent de 2,2 points et 1,2 rebond lors de la saison 2004-2005, à 15,5 points et 8,6 rebonds lors de la saison 2008-2009. Dans cette dernière catégorie, il termine au premier rang de la ligue. Il est également nommé MVP de la phase régulière. Durant celle-ci, il termine avec le titre de meilleur joueur de cinq des 26 journées.
Tomić se présente à la draft 2008 de la NBA et est choisi lors du second tour, en 44e position, par la franchise du Jazz de l'Utah. Il avait l'année précédente posé sa candidature à la draft 2007 avant de se rétracter peu avant celle-ci.
Il continue la saison suivante sur le même rythme, occupant la première place au classement des marqueurs et des rebondeurs. Avec son ancien club de Zagreb, il remporte un trophée avec la victoire lors de la coupe de Croatie 2008. Au total, il dispute 118 rencontres en ligue adriatique, marquant 1 421 points et 761 rebonds soit des moyennes respectives de 12,04 et 6,45.
En janvier 2010, il signe un contrat de trois ans et demi avec le Real Madrid, qui doit remplacer Tomas van den Spiegel, blessé. La clause libératoire de son contrat avec son nouveau club est fixé aux alentours de cinq millions d'Euros.
Pour sa première partie de saison avec le Real, lors du Top 16 de l'euroligue 2009-2010, il marque 7,6 points et capte 3,8 rebonds en 17,51 minutes. Lors du quart de finale disputé face au club de Barcelone, ses statistiques progressent encore. Il est l'un des éléments essentiels de la victoire de son club chez son adversaire lors du deuxième match de la série, remporté 70 à 63 avec un dix sur quinze aux tirs de Tomić pour un total de 22 points. Lors du match suivant, ses 23 points, à dix sur treize, n'empêchent pas le club de Barcelone de reprendre l'avantage du terrain en l'emportant 84 à 73. Barcelone emporte ensuite la quatrième rencontre pour se qualifier pour le Final Four. Lors de cette dernière rencontre, les statistiques de Tomić sont de dix points et quatre rebonds.
Avec la sélection croate, il évolue avec les sélections de jeunes, des moins de 16 ans, moins de 18 ans et moins de 20 ans, évoluant dans les championnats d'Europe de ces différentes catégories d'âge de 2005 à 2007. En 2009, il évolue avec la sélection croate qui remporte les jeux méditerranéens 2009.

### FC Barcelone
En fin de contrat avec le Real Madrid, il signe le 5 juillet 2012  pour le grand rival de ce dernier, le FC Barcelone. Le contrat porte sur trois saisons avec un salaire annuel de plus d'un million d'euros.
Lors de la 7e journée de la phase régulière de l'Euroligue 2012-2013, Tomić est nommé co-MVP avec Rudy Fernández. La même saison, il est aussi choisi MVP de la première journée du Top 16. Il est aussi nommé joueur du mois de février et dans le meilleur cinq de la compétition.
Lors de la 7e journée du Top 16 de l'Euroligue 2013-2014, Tomić est nommé MVP avec une évaluation de 36 dans la victoire du Barça contre le Saski Baskonia Laboral Kutxa. Tomić marque 24 points à 8 sur 9 au tir et prend 9 rebonds. Il est de nouveau le MVP de la 8e journée du Top 16 avec une évaluation de 40 : il marque 26 points, son record en carrière, à 11 sur 16 et prend 15 rebonds, là encore son record en carrière en Euroligue. Cette performance (au moins 25 points et 15 rebonds) n'avait pas été réalisée en Euroligue depuis Arvydas Sabonis en 2004. Tomić est ainsi nommé meilleur joueur du mois de février, puis de mars en Euroligue, devenant le premier joueur à cumuler deux distinctions mensuelles dans la même saison d'Euroligue,.
Le 26 juin 2014, il remporte le championnat d'Espagne avec Barcelone face au Real Madrid.
Lors de la saison 2014-2015, Tomić est nommé meilleur joueur de la Liga lors de la 8e journée, ex æquo avec Marko Todorović. Il est nommé meilleur joueur de la 5e journée du Top 16 de l'Euroligue 2014-2015 avec une évaluation de 34. Lors de la victoire du Barça sur le Žalgiris Kaunas, Tomić marque 16 points à 6 sur 7 au tir, prend 9 rebonds et fait 5 passes décisives en 25 minutes de jeu. Il est aussi meilleur joueur de la 10e journée du Top 16 lors de la victoire du Barça sur le champion en titre, le Maccabi Tel-Aviv. Tomić marque 16 points à 4 sur 4 au tir, prend 12 rebonds et fait 6 passes décisives pour une évaluation de 35.
À l'été 2018, Tomić et le Barça signent un nouveau contrat de deux ans. En juillet 2020, son contrat avec le Barça n'est pas renouvelé.

### Joventut Badalona
Le 19 juillet 2020, la Joventut Badalona annonce sa signature pour deux saisons et une troisième en option.

## Palmarès
- Coupe de Croatie 2008
- Championnat d'Espagne : 2014
- Coupe d'Espagne : 2012, 2013, 2018
- Supercoupe d'Espagne en 2015

## Distinction personnelle
- Élu MVP de la Ligue adriatique lors de la saison 2008-2009